# قسطنطين (فلم)
قسطنطين (بالإنجليزية: Constantine) فيلم أمريكي تم إطلاقه في 2005 مقتبس عن شخصية جون قسطنطين من إنتاج شركة دي سي كومكس من بطولة: كيانو ريفز راشيل وايز ماكس بيكرو تيلدا سوينتون.

## القصة
يقول جون قنسطنطين (كيانو ريفز) عن نفسه أنه ولد ولديه موهبة خاصة لا يجب أن توجد لدى أحد آخر، فهو يتمتع بالقدرة على رؤية ما يسمى بالأرواح الشريرة والشياطين الذين يسيرون على الأرض منتحلين هيئة البشر (وعلى ما يبدو أن هناك الكثير منهم)، وبالطبع فإن هناك كثيراً من الرعب الذي يعيش فيه قنسطنطين، رعب لا يمكنه تحمله لدرجة أنه يحاول أن ينتحر ولكنه يفشل.
وبعد محاولة الانتحار يظهر قنسطنطين للناس بصورة غامضة، حيث يتصرف وكأنه يتعامل مع الأشباح والأرواح الشريرة ويطاردهم.
ويستمر قنسطنطين في هذا الأمر بهدف الإصلاح على الأرض والعمل على خلوها من الأشباح والشياطين الذين يعيشون في صورة البشر.
ويتمنى قنسطنطين أن يعيد هذه الأشباح إلى الأعماق مرة أخرى.
ومن ناحية أخرى فهو يقوم بهذه الأفعال لكي يكفر عن الذنب الذي اقترفه يوم حاول الانتحار. وبالفعل ينجح قنسطنطين في الظهور للناس بشكل المصلح والمنقذ لهم والذي يمكن أن يلجأ له الغير لمساعدتهم.
وهنا يلتقي قنسطنطين بمخبرة الشرطة أنجيلا رايشل وايز والتي تطلب مساعدته لها في حل الموت الغامض لأختها التوأم التي انتحرت في ظروف غامضة، حيث كتبت قبل وفاتها أنها ترى الشياطين وأن الأشباح تحيطها من كل جانب.
وبالرغم من أنها تبدأ معه رحلة البحث وهي غير مقتنعة بما يدور حولها من أمور وما يفعله قنسطنطين من تصرفات، إلا أن قنسطنطين يكتشف فيها نفس موهبته التي يتمتع بها ويثبت لها ذلك.
وينتهي البحث بالكشف عن خطة تدبرها مجموعة من الشياطين لأحداث سلسلة من الكوارث في العالم.
التمثيل
إن شخصية جون قنسطنطين تشبه شخصية نيو في فيلم ماتريكس الذي قام كيانو ريفز أيضاً ببطولته إنها تلك الشخصية الهادئة للغاية والمعذبة والتي لا تتكلم إلا قليلاً.
لقد لعب في هذا الفيلم نفس دور المصلح المنتظر الذي يتمتع بالمواهب الخاصة والقدرات الخارقة التي كان يتمتع بها نيو في فيلم ماتريكس.
والحقيقة أنه قد نجح في أداء الدور مرتين.. فأحياناً لا يمكننا أن نلوم الممثل على الالتصاق بشخصية ناجحة بعض الوقت.. أما شخصية (وييز) فتقدم نفسها على أنها أنجيلا ذات الشخصية المتدينة، والتي تواجه صعوبة في الاعتقاد بما يعتقده قنسطنطين ويؤمن به من أن هناك أرواحاً شريرة تركض حولنا.. إلا أن ذلك انتهى بعد أول عشر دقائق مع قنسطنطين بعد أن يريها حقيقتهم.
وبالنسبة لبقية الشخصيات في الفيلم فإن شيا لابيوف (هولز) تقوم بتحول كوميدي ظريف كصديقة وحامية لقنسطنطين، بينما يقوم ديجمون هونوس (في أمريكا) بالعمل كمشعوذ بالطب ولديه علاقة طويلة ومتوترة مع قسطنيطين.
أما بيتر ستورمار (فارجو) فيقدم أداء أكثر من ممتاز في دور الشيطان، بينما تجسد تيلدا سوينتون (النهاية العميقة) شخصية الروح الطيبة.

## الإخراج
الفيلم يعد العمل الأول للمخرج فرانسيس لورانس، حيث كانت خبرته السابقة في تصوير الأغنيات بطريقة الفيديو كليب الأمر الذي يوحي بما يمكن تصوره عن ضعف الفيلم من الناحية الإخراجية إلى حد كبير. وربما من بين نقاط الضعف أن اعتمد المخرج المبتدئ على المؤثرات البصرية أو بمعنى أدق الإبهار البصري بشكل رئيسي في مشاهد فيلمه وذلك دون الاعتناء بحياكة المشهد بالحرفية المطلوبة، والتي يشعر المشاهد أنها قد تكون مختفية.

## وصلات خارجية
- مقالات تستعمل روابط فنية بلا صلة مع ويكي بيانات